# Circuito de Ahvenisto
El circuito de Ahvenisto es un circuito de carreras situado en Hämeenlinna, Finlandia. La pista alberga principalmente eventos de Fórmula 2, Fórmula 750 y ERC. Tiene una longitud de 2840 metros y se corre en el sentido de las agujas del reloj. La pista tiene una diferencia de elevación de 32 metros, la recta de meta es de 280 metros y el ancho de la pista varía desde 9 metros a 17.
El récord no oficial de la pista es de 1.10,000, hecho en la temporada 1982 de Fórmula 1 por el campeón del mundo Keke Rosberg. Rosberg hizo el tiempo en un espectáculo conduciendo con su Williams FW08 en 1984. La vuelta rápida oficial es de 1.13,226, hecha por Marko Nevalainen con un coche de Fórmula 3 el 16 de septiembre de 2000. El doble campeón de Fórmula 1 Mika Häkkinen hizo la vuelta rápida para la categoría Carrera Cup el 29 de mayo de 2004, haciendo una vuelta de 1.19,905 con su Porsche Carrera.

## Historia
El circuito de Ahvenisto fue terminado el 15 de julio de 1967. "I Hämeenlinnan ajot 1967" fue el primer evento internacional que se hizo en el circuito. La carrera de Fórmula 2 fue ganada por Jochen Rindt con un Brabham BT23 antes del Brabham de Jack Brabham BT23C y el Lotus 48 de Jim Clark. La carrera de Fórmula 3 fue una batalla entre pilotos finlandeses y suecos, con el sueco Freddy Kottulinsky llevándose la victoria. Otros participantes fueron Leo Kinnunen, Ronnie Peterson y Reine Wisell.

## I Hämeenlinnan ajot 1967
| Posición | Piloto        | Equipo                      | Vueltas | Tiempo    |
| -------- | ------------- | --------------------------- | ------- | --------- |
| 1        | Jochen Rindt  | Roy Winkelmann Racing       | 20      | 27:05.53  |
| 2        | Jack Brabham  | Brabham Racing Organisation | 20      | 27:07.71  |
| 3        | Jim Clark     | Team Lotus                  | 20      | 27:31.14  |
| 4        | Frank Gardner | Brabham Racing Organisation | 20      | 27:33.65  |
| 5        | Graham Hill   | Team Lotus                  | 20      | 28.02.27  |
| 6        | Alan Rees     | Roy Winkelmann Racing       | 19      | +1 vuelta |